# 하야시 마사미치
하야시 마사미치(일본어: 林 誠道, 1996년 4월 4일 ~ )는 일본의 축구 선수이다.

## 구단 경력
그는 2015년부터 J리그의 가이나레 돗토리, FC 이마바리, 몬테디오 야마가타, 츠바이겐 가나자와에서 뛰었다.